# 渡辺武次郎
渡辺 武次郎（わたなべ たけじろう、1894年（明治27年）10月20日 - 1997年（平成9年）12月4日）は日本の実業家。板垣退助先生顕彰会創立発起人兼顧問 。三菱地所の社長や会長を22年間務め、三菱地所中興の祖と呼ばれた。

## 人物
岡山県矢掛町出身。1918年東京高等商業学校（のちの一橋大学）を卒業し、三菱合資会社入社。
1937年三菱地所に転籍し、経理部長、取締役、常任監査役等を経て、1952年から1969年まで社長、1969年から1974年まで会長、1974年から1988年まで取締役相談役、1988年から1997年まで相談役を務めた。会長退任後も、中興の祖として実質的な人事権を握っていたとされる。
財閥解体で分離されていた丸の内の土地・建物を一体化し、1959年には「丸ノ内総合改造計画」を策定し丸の内の再開発を進めた。また1964年から日本ビルヂング協会連合会会長を務めたほか、日本ハワイ経済協議会代表世話人、在日西サモア国名誉総領事等も務めた。1973年勲一等瑞宝章受章。矢掛町名誉町民。
1997年12月4日肺炎のため東京都新宿区の病院で死去。103歳没。築地本願寺本堂で社葬がおこなわれた。

## 略歴
- 1894年 - 出生
- 1918年 - 東京高等商業学校（のちの一橋大学）卒業、三菱合資会社入社
- 1937年 - 三菱地所に転籍
- 1952年 - 1969年 三菱地所社長
- 1969年 - 1974年 三菱地所会長
- 1974年 - 1988年 三菱地所取締役相談役
- 1988年 - 1997年 三菱地所相談役
- 1997年 - 死去